# Нинильчикский диалект русского языка
Нинильчикский диалект русского языка (или нинилчикский диалект) — диалект русского языка, когда-то распространённый в Нинильчике (Аляска). Он подвергся сильному влиянию английского языка, а также местных языков Аляски (например, танаина и алютик). 

## Фонетика и фонология
Ниже приведена система фонем нинильчикского диалекта:

### Гласные
| Подъём  | Ряд               | Ряд               | Ряд             |
| Подъём  | Передний          | Средний           | Задний          |
| Подъём  | нелабиализованные | нелабиализованные | лабиализованные |
| ------- | ----------------- | ----------------- | --------------- |
| Верхний | /i/               |                   | /u/             |
| Средний | /e/               |                   | /o/             |
| Нижний  |                   | /a/               |                 |

### Согласные
|         |                    |         | Губные | Зубные | Альвеолярные | Заднеязычные |
| ------- | ------------------ | ------- | ------ | ------ | ------------ | ------------ |
| Шумные  | Взрывные согласные | Звонкие | b bʲ   | d dʲ   |              | g (gʲ)       |
| Шумные  | Взрывные согласные | Глухие  | p pʲ   | t tʲ   |              | k kʲ         |
| Шумные  | Аффрикаты          |         |        | t͡s     | t͡ɕ           |              |
| Шумные  | Фрикативные        | Звонкие | w wʲ   | z zʲ   | ʐ            |              |
| Шумные  | Фрикативные        | Глухие  | f (fʲ) | s sʲ   | ʂ            | h (hʲ)       |
| Сонанты | Носовые            |         | m mʲ   | n nʲ   |              |              |
| Сонанты | Глайды             |         |        |        | r rʲ         | j            |
| Сонанты | Латеральные        |         |        | l lʲ   |              |              |

Характерна замена звонкого губно-зубного спиранта /v/ звонким лабиовелярным аппроксимантом /w/. В зависимости от носителя или контекста, слово «вода», к примеру, может произноситься как [vaˈda] или [waˈda].
Фонема /h/ колеблется между фарингально-ларингальным звонким фрикативом и стандартным русским «х» — глухим велярным спирантом (/x/).
/r/ обычно реализуется так же, как повсеместно в русском языке, но может произноситься как в английском — /ɹ/ (альвеолярный аппроксимант).

### Нейтрализация мягких и твёрдых фонем
Особенности позиционной нейтрализации согласных по мягкости и твёрдости:
|                          | Перед а, о, у     | Перед е        | Перед и           | В конце слова     |
| ------------------------ | ----------------- | -------------- | ----------------- | ----------------- |
| Дрожащие                 | Нейтрализации нет | Всегда твёрдые | Всегда мягкие     | Всегда твёрдые    |
| Губные                   | Нейтрализации нет | Всегда твёрдые | Всегда мягкие     | Всегда твёрдые    |
| Зубные фрикативы         | Нейтрализации нет | Всегда твёрдые | Всегда мягкие     | Нейтрализации нет |
| Зубные смычные и носовые | Нейтрализации нет | Всегда мягкие  | Всегда мягкие     | Нейтрализации нет |
| Латералы                 | Нейтрализации нет | Всегда мягкие  | Нейтрализации нет | Нейтрализации нет |

Перед гласной /i/ согласные всегда мягкие (t’i «ты», puz’ír «пузырь») за исключением латеральных согласных (balík «балык»).

## Грамматика

### Род
Частично был утрачен женский род существительных — евонай мать весь ночь телевижен караулил (его мать всю ночь смотрела телевизор), или мой дочь пришёл. По одному из предположений, исчезновение рода как грамматической категории началось в поколении детей первопоселенцев Нинильчика, так как их матери не знали русский язык.
Средний род исчез полностью.

## Лексические единицы
Согласно исследованию М. Б. Бергельсон и А. А. Кибрика, около 78 % слов в нинильчикском русском — обычные русские слова, например «офице́р», «огоро́д», «буты́лка».
Остальные группы:
- 4 % — русские слова с изменённым значением: башка́ — «череп», крупа́ — «рис».
- 4 % — диалектные русские слова: ла́пка — «лыжа», ши́кша — «водяника».
- 4 % лексических единиц русского языка в изменённой форме: во́марак — «обморок», по́брик — «погреб», гримо́нчик — «гармошка (губная гармоника)».
- 3 % — слова, встречавшиеся в русском языке XIX века: чухня — «финн», чахотка — «туберкулёз», струш — «рубанок».
- 2 % — заимствования из английского: газни́к — «канистра для бензина», инвило́п — «конверт» (от англ. envelope), рабабу́ци — «резиновые сапоги» (от rubber boots).
- 0,5 % — атабаскские (танаина): казна́ — «рысь», та́йши — «сушёная рыба», кинка́шля — вид ежевики.
- 0,5 % — алютикские: мама́й — «моллюск», ка́лук — «ночной горшок», уку́дик — «шмель».
- 3 % — свойственные только этому диалекту слова: бе́йбичка — «ребёнок», ну́шки — «груди».
- 1 % — остальное (смешанные или неопознанные слова): прамушни́к — «охотник, промышленник» (вероятно, от «промышлять», «промысел»), лабада́тка — «чаша».